# Lariophagus obtusus
Lariophagus obtusus är en stekelart som beskrevs av Kamijo 1981. Lariophagus obtusus ingår i släktet Lariophagus och familjen puppglanssteklar. Inga underarter finns listade i Catalogue of Life.